# Ernst Schneider (Pédagogue suisse)
Pour les articles homonymes, voir Schneider.
 Ernst Schneider, né le 17 octobre 1878 à Bubendorf (district de Liestal) et mort le 16 février 1957 à Muttenz (canton de Bâle-Campagne), est un pédagogue suisse.

## Biographie
Après avoir défendu des méthodes de réforme pédagogiques, il s'initie à la psychanalyse avec une cure chez Oskar Pfister et Carl Gustav Jung. Il a été le maître de Hans Zulliger et a enseigné la psychanalyse à des éducateurs à l'Institut Jean-Jacques Rousseau à Genève.